# L'Épave (film, 1961)
Pour plus de détails, voir Fiche technique et Distribution.
L'Épave (Il relitto) est un film italo-chypriote réalisé par Michel Cacoyannis et sorti en 1961.
Le film est présenté au Festival de Cannes 1961.

## Synopsis
Un homme aussi riche qu'égoïste, de décide de se lancer dans un périlleux voyage sur l'océan en compagnie de son fils mais lorsque survient un incident inattendu, il remet en question les aspects de sa vie.

## Fiche technique
- Titre : L'Épave
- Titre original : Il relitto
- Réalisation : Michel Cacoyannis
- Scénario : Suso Cecchi D'Amico, Michel Cacoyannis d'après le roman de Frederic Wakeman
- Photographie : Piero Portalupi
- Montage : Alberto Gallitti
- Musique : Angelo Francesco Lavagnino
- Direction artistique : Arrigo Equini
- Décors : Ferdinando Ruffo
- Costumes : Gaia Romanini
- Producteur : Angelo Ferrara
- Société de production : Lux Film et Tiberia Film
- Pays d'origine :  Italie |  Chypre
- Langue : Anglais
- Format : Noir et blanc — 35 mm — 1,37:1 — Son : Mono
- Genre : Film dramatique
- Durée : 84 minutes
- Date de sortie : 1961

## Distribution
- Élli Lambéti : Liana Bell
- Van Heflin : Duncan Bell
- Franco Fabrizi : Rudi Veronese
- Fosco Giachetti : le capitaine Hugh Hardy
- Tiberio Mitri : Macniff
- Paul Müller : Fatso
- Clelia Matania : Betsy
- Aldo Pini : Doc
- Annie Gorassini : Monique, une invitée à la fête
- Anna Maria Surdo : Yvette